# 프리덤 프로젝트
프리덤 프로젝트(FREEDOM-PROJECT)는 2006년 35주년을 맞이한 닛신식품 컵누들 (닛신)의 일본 프로모션 프로젝트이다. 이 프로젝트의 일환으로 Freedom이라는 제목의 7부작 OVA 시리즈는 오오토모 카츠히로(애니메이션 영화 스팀보이 및 만화 아키라 (만화)와 영화 각색판)은 캐릭터 및 메카 (용어) 디자이너로 활동하고 있다. 이 시리즈는 수상 경력에 빛나는 단편 애니메이션 '카쿠렌보 - 숨바꼭질'의 제작자인 모리타 슈헤이가 감독을 맡았으며 유명 작가 다이 사토, 치바 카츠히코, 노무라 유이치가 각본을 맡았다. 이 시리즈는 캐릭터가 닛신 컵라면을 소비하는 모습을 보여주는 수많은 장면에서 스폰서의 제품 배치를 공개적으로 표시한다.
OVA는 선라이즈에서 애니메이션 및 제작하고 반다이 비주얼에서 배포한다. "자유 위원회"는 이전에 스팀보이에서 작업한 적이 있는 애니메이터와 제작 직원을 포함하여 프리덤을 만든 전체 크리에이티브 팀을 통칭하는 용어이다.
시리즈의 주제곡인 "This Is Love"는 일본의 인기 팝 가수 우타다 히카루가 부른 곡이다. 두 번째 노래인 "Kiss & Cry"는 우타다 히카루의 19번째 일본 싱글로, 2007년 4월 20일부터 일본에서 방영되기 시작한 닛신의 다섯 번째 프리덤 TV 광고에 사용되었다.